# Anssi Kippo
Anssi Kippo (født 4. september 1976) er en finsk producer der stiftede Astia Studios i Finland. Han har produceret for utallige bands der i blandt Behexen, Children of Bodom, Horna, Impaled Nazarene, Insomnium, Atomica, Norther og Twilightning.